# Jack Egan (cầu thủ bóng đá)
Jack Egan (sinh ngày 16 tháng 10 năm 1998) là một cầu thủ bóng đá người Anh thi đấu cho Carlisle United, ở vị trí tiền vệ.

## Sự nghiệp
Sau khi khởi đầu sự nghiệp tại Carlisle United, anh thi đấu dưới dạng cho mượn tại Workington vào tháng 9 năm 2017, và to Clitheroe vào tháng 2 năm 2018.